# Aire urbaine de Saint-Flour
L'aire urbaine de Saint-Flour est une aire urbaine française centrée sur l'unité urbaine de Saint-Flour.

## Données générales
L'aire urbaine de Saint-Flour est composée de seize communes et compte 12 903 habitants en 2017. Avec ses 6 795 emplois en 2017, elle constitue une moyenne aire urbaine.
Le tableau suivant détaille la répartition de l'aire urbaine sur le département :
| Département | Communes (nb) | Communes (%) | Superficie (km²) | Superficie (%) | Population (2017) | Population (%) |
| ----------- | ------------- | ------------ | ---------------- | -------------- | ----------------- | -------------- |
| Cantal      | 16            | 6,48         | 314,2            | 5,49           | 12 903            | 8,89           |

## Composition
L'aire urbaine de Saint-Flour est composée des seize communes suivantes :
| Nom                     | Code Insee | Statut | Superficie (km2) | Population (dernière pop. légale) | Densité (hab./km2) |
| ----------------------- | ---------- | ------ | ---------------- | --------------------------------- | ------------------ |
| Alleuze                 | 15002      |        | 22,85            | 225 (2022)                        | 9,8                |
| Andelat                 | 15004      |        | 21,05            | 474 (2022)                        | 23                 |
| Anglards-de-Saint-Flour | 15005      |        | 12,28            | 403 (2022)                        | 33                 |
| Coltines                | 15053      |        | 19,02            | 428 (2022)                        | 23                 |
| Coren                   | 15055      |        | 16,86            | 445 (2022)                        | 26                 |
| Cussac                  | 15059      |        | 13,68            | 120 (2022)                        | 8,8                |
| Mentières               | 15125      |        | 13,17            | 124 (2022)                        | 9,4                |
| Roffiac                 | 15164      |        | 21,26            | 562 (2022)                        | 26                 |
| Ruynes-en-Margeride     | 15168      |        | 29,66            | 715 (2022)                        | 24                 |
| Saint-Flour             | 15187      |        | 27,14            | 6 390 (2022)                      | 235                |
| Saint-Georges           | 15188      |        | 33,14            | 1 176 (2022)                      | 35                 |
| Tanavelle               | 15232      |        | 13,58            | 220 (2022)                        | 16                 |
| Les Ternes              | 15235      |        | 19,13            | 567 (2022)                        | 30                 |
| Tiviers                 | 15237      |        | 13,53            | 164 (2022)                        | 12                 |
| Vabres                  | 15245      |        | 18,83            | 251 (2022)                        | 13                 |
| Villedieu               | 15262      |        | 18,99            | 544 (2022)                        | 29                 |

## Évolution démographique
| 1968   | 1975   | 1982   | 1990   | 1999   | 2007   | 2012   | 2017   |
| ------ | ------ | ------ | ------ | ------ | ------ | ------ | ------ |
| 11 263 | 12 312 | 13 327 | 13 062 | 12 262 | 12 716 | 12 857 | 12 903 |